# François Vandenbroucke
Pour les articles homonymes, voir Vandenbroucke.
François Vandenbroucke (né Jean), né le 20 mai 1912 à Bruxelles (Belgique) et mort le 18 août 1971 à l'abbaye Abbaye Saint-Maurice-et-Saint-Maur de Clervaux (Luxembourg), est un prêtre catholique et un moine bénédictin de l'abbaye du Mont-César de Louvain (Belgique), connu pour ses travaux d’érudition sur la spiritualité chrétienne et la liturgie.

## Biographie
Jean Vandenbroucke est né à Bruxelles le 20 mai 1912. Après des études d’humanités anciennes au collège épiscopal Saint-Boniface, il entre à l’abbaye du Mont-César en octobre 1932 et y reçoit le nom de François, nom sous lequel il publiera tous ses ouvrages. Après son noviciat, il poursuit durant deux ans une formation scientifique à l’Institut supérieur de philosophie de l'Université catholique de Louvain et obtient le grade de bachelier en philosophie thomiste. 
Il émet ses vœux solennels le 18 janvier 1937, et après des études de théologie au studium de son abbaye, notamment sous la direction de l’abbé du monastère, dom Bernard Capelle, il est ordonné prêtre le 26 juillet 1938. 
Il assume au sein de son abbaye les fonctions de maître des novices et de préfet des clercs (c'est-à-dire recteur des études) ; il est également confesseur de communautés religieuses et prédicateur de retraites à l’extérieur, toutes charges où il doit assurer un rôle de direction spirituelle. D'où son premier et son dernier ouvrage, traitant, à vingt ans d'intervalle, des fondements spirituels de la vie monastique (voir la bibliographie). 
Dès 1946, il publie de nombreux articles et recensions sur la théologie médiévale dans deux revues publiées par son abbaye : Recherches de théologie ancienne et médiévale et son supplément le Bulletin de Théologie ancienne et médiévale. On en trouve une synthèse dans un gros ouvrage publié en collaboration avec dom Jean Leclercq et le P. Louis Bouyer, ouvrage désormais classique sur la spiritualité médiévale, ainsi qu'au fil d'une dizaine de contributions pour le Dictionnaire de Spiritualité. 
À partir de 1951 jusqu’en 1967, il est chargé de la direction des Questions liturgiques et paroissiales, revue fondée en 1909 par dom Lambert Beauduin, et qui, pendant les premières années du mouvement liturgique, fut l’unique organe liturgique de langue française. 
Après le Concile Vatican II, dom Vandenbroucke fait partie d'un groupe de consulteurs chargés de préparer les travaux du Consilium ad exsequendam Constitutionem de sacra liturgia en vue de l'exécution des réformes prévues par le concile. 
Entre 1968 et 1969, il séjourne à Jérusalem comme aumônier de bénédictines. 
L'abbaye du Mont-César ayant été affiliée, en juillet 1968, à la province flamande de la Congrégation de Subiaco, dom Vandenbroucke obtient son transfert à l'abbaye Saint-Maurice de Clervaux (Luxembourg) où il meurt le 18 août 1971. Son corps repose au cimetière de l'abbaye.

## Œuvres (sélection)
- Le moine dans l'Église du Christ, Louvain, 1947
- Les Psaumes et le chrétien, Louvain, 1955
- Direction spirituelle et hommes d'aujourd'hui, 1955
- Histoire de la Spiritualité chrétienne, tome 2 : La spiritualité du moyen âge, avec J. Leclercq et L. Bouyer, Paris 1961
- Initiation liturgique, 1964
- Les psaumes, le Christ et nous, 1965
- La morale monastique du XIe au XVIe siècle, Louvain 1966
- Moines, pourquoi ? Théologie critique du monachisme, Gembloux 1967